# فهرست شهرهای لیختن‌اشتاین

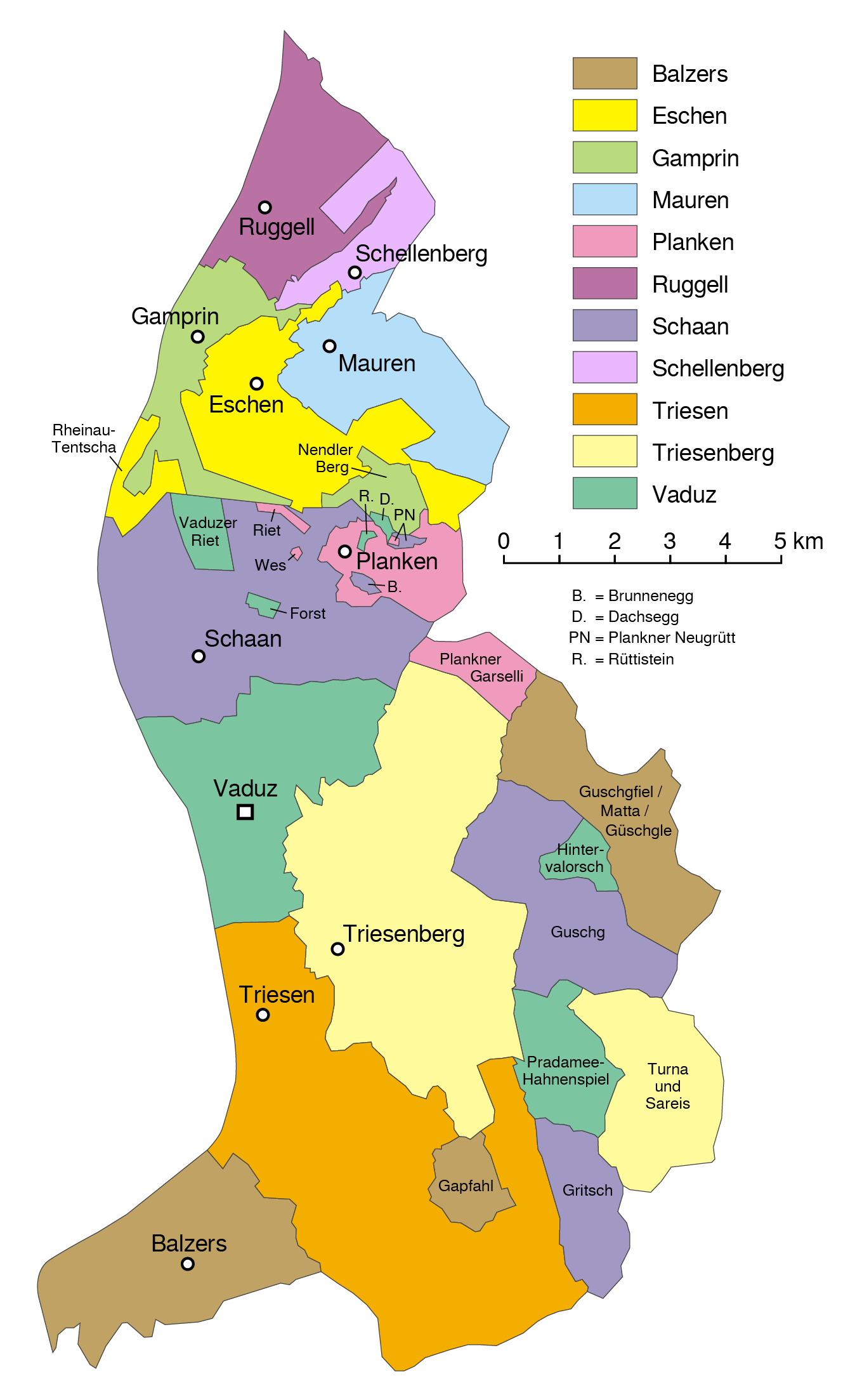
تقسیمات کشوری لیختن‌اشتاین

قلمرو شاهنشاهی لیختن‌اشتاین به یازده منطقهٔ شهری (Gemeinden) تقسیم می‌شود، که بیشتر آن‌ها تنها از یک شهرک تشکیل شده‌اند. پنج مورد از این Gemeindeها، به منطقهٔ انتخاباتیِ آنترلند (سرزمین‌های پایین‌دست) و باقی آنها به اوبرلند (سرزمین‌های بالادست) مربوط می‌شوند.
| پرچم          | کد پستی و نام | جمعیت (۳۱ دسامبر ۲۰۰۵) | مساحت به کیلومتر مربع | شهر                                                                       |
| ------------- | ------------- | ---------------------- | --------------------- | ------------------------------------------------------------------------- |
| منطقهٔ آنترلند |               |                        |                       |                                                                           |
| Ruggell       | ۹۴۹۱ روگل     | ۱۹۲۵                   | ۷٬۴                   | روگل                                                                      |
| Schellenberg  | ۹۴۸۸ شلنبرگ   | ۹۷۴                    | ۳٬۵                   | شلنبرگ                                                                    |
| Gamprin       | ۹۴۸۷ گمپخین   | ۱۴۳۶                   | ۶٬۱                   | گمپخین بندن                                                               |
| Eschen        | ۹۴۹۲ اشن      | ۴۰۷۶                   | ۱۰٬۳                  | اشن نندلن                                                                 |
| Mauren        | ۹۴۹۳ ماوقن    | ۳۶۴۹                   | ۷٬۵                   | ماوقن شنوایت                                                              |
| منطقهٔ اوبرلند |               |                        |                       |                                                                           |
| Schaan        | ۹۴۹۴ شان      | ۵۸۱۱                   | ۲۶٬۸                  | شان مولهویلز                                                              |
| Planken       | ۹۴۹۸ پلنکن    | ۳۶۶                    | ۵٬۳                   | پلنکن هینترشلمبرگ                                                         |
| Vaduz         | ۹۴۹۰ فادوتس   | ۵۰۴۷                   | ۱۷٬۳                  | فادوتس ایبنهویلز                                                          |
| Triesenberg   | ۹۴۹۷ تخیزنبرگ | ۲۵۴۲                   | ۲۹٬۸                  | تخیزنبرگ گافلی، ملبون، مزشا، قوتنبودن، زمینا، زیلوم، شتیگ، زوکا، وانگربرگ |
| Triesen       | ۹۴۹۵ تخیزن    | ۴۶۴۳                   | ۲۶٬۴                  | تخیزن                                                                     |
| Balzers       | ۹۴۹۶ بالزرس   | ۴۴۳۶                   | ۱۹٬۶                  | بالزرس ملز                                                                |
| Liechtenstein | لیختن‌اشتاین   | ۳۴۹۰۵                  | ۱۶۰٬۰                 |                                                                           |